# Hurdia
Hurdia foi um gênero da família Hurdiidae que viveu durante o período Cambriano. Esse animal esta relacionado com o Anomalocaris.

## Características
Hurdia foi um dos principais organismos do oceano Cambriano, chegando a medir aproximadamente 20 cm de comprimento. Sua cabeça tinha um par de apêndices espinhosos, que ajudavam a transportas os alimentos a sua boca, que parecia um pedaço de abacaxi. Possuíam uma protuberância pontiaguda oca na parte superior de sua cabeça. A função desse órgão permanece desconhecida, uma vez que não poderia ser uma proteção pois não havia tecido mole subjacente. Tinham lóbulos ao longo das laterais do tronco, dos quais se suspenderam suas grandes brânquias.

## Ecologia
Hurdia era um predador, ou possivelmente um ser necrófago. Seus apêndices eram mais frágeis que o dos Anomalocaris, sugerindo que ele se alimentava de animais menos robustos. Distribuiu-se de forma cosmopolita; seus fósseis foram encontrados no Folhelho Burgess, assim como em sítios dos EUA, China e Europa.

## História taxonômica
Hurdia foi descrito pela primeira vez a partir de fósseis encontrados pelo paleontólogo americano Charles Doolittle Walcott em 1909, enquanto fazia uma catalogação do Folhelho Burgess. No entanto, ele pensou equivocadamente que as várias partes do corpo pertenciam a criaturas diferentes, o que levou a serem classificadas várias vezes incorretamente como uma espécie de água-viva, pepino do mar ou seu parente próximo Anomalocaris.[carece de fontes?]
No final de 1990, o curador do Museu Real de Ontário, Desmond H. Collins ligou os elementos do animal, apresentando suas ideias em artigos informais,  porém, só em 2009, após três anos de árdua pesquisa, que o organismo foi completamente reconstruído.
69 espécimes de Hurdia são conhecidos do Canteiro Filópode, onde eles compreenderam 0,13% da comunidade.